# Рогозянський Віктор Дмитрович
Віктор Дмитрович Рогозянський (нар. 1913, Харків, Російська імперія — пом. 1980, Харків, Українська РСР, СРСР) — український, радянський футболіст, півзахисник.
У футбол почав грати в 1930 році, за п'яту команду «Серпа та молота». З 1933 грав у першій команді. У складі збірної Харкова брав участь у Чемпіонаті СРСР 1935 року, де харків'яни посіли третє місце. Того ж року став гравцем харківського «Динамо». У 1938 повернувся до «Сільмашу», у складі якого провів наступні два сезони. У 1940 знову в «Динамо». Після розформування «Динамо», був переведений до складу харківського «Спартака». За нову команду зіграв дев'ять матчів у незакінченому чемпіонаті СРСР.
У кубку СРСР 1944 року грав за московську команду «Авіаучилище». Два сезони виступав за київське «Динамо». Володар кубка УРСР 1945. Потім грав за харківський «Локомотив».  Переможець другого дивізіону 1948 року. Всього за кар'єру провів 168 лігових матчів (13 голів), у тому числі в класі «А» — 84 матчі (1 гол).
Захищав кольори хокейної команди харківського «Локомотива», яка виступала в другому дивізіоні з сезону 1947/48.
2002 року газета «Молодь України» провела опитування, ціллю якого було визначення склад символічних збірних українського футболу за підсумком десятиріч. До команди 40-х років увійшли: воротар — Антон Ідзковський; захисники — Микола Махиня, Абрам Лерман, Георгій Бікезін: півзахисники — Олександр Принц, Віктор Рогозянський, нападники — Федір Дашков, Олександр Скоцень, Олександр Пономарьов, Павло Віньковатов, Георгій Борзенко.
Через вісім років газета «Український футбол» провела низку опитувань у дещо іншому форматі — визначали найкращих футболістів України кожного десятиріччя. Серед спортсменів повоєнного часу Віктор Рогознянський посів сьоме місце.
Статистика виступів у футбольних чемпіонатах СРСР:
| Сезон        | Команда          | Ліга         | І  | Г  |
| ------------ | ---------------- | ------------ | -- | -- |
| 1936(в)      | «Динамо» Х       | Д-2          | 3  | 0  |
| 1936(о)      | «Серп і Молот» Х | Д-2          |    |    |
| 1937         | «Динамо» Х       | Д-3          | 6  | 2  |
| 1938         | «Сільмаш» Х      | Д-1          | 19 | 5  |
| 1939         | «Сільмаш» Х      | Д-2          | 20 | 0  |
| 1940         | «Динамо» Х       | Д-2          | 22 | 0  |
| 1941         | «Спартак» Х      | Д-1          | 9  | 0  |
| 1945         | «Локомотив» Х    | Д-2          | 8  | 0  |
| 1946         | «Динамо» К       | Д-1          | 14 | 2  |
| 1947         | «Динамо» К       | Д-1          | 1  | 0  |
| 1948         | «Локомотив» Х    | Д-2          | 23 | 12 |
| 1949         | «Локомотив» Х    | Д-1          | 33 | 0  |
| 1950         | «Локомотив» Х    | Д-1          | 13 | 0  |
| Усього в Д-1 | Усього в Д-1     | Усього в Д-1 | 84 | 1  |